# Vrhunec nafte
Vrhunec nafte  (ang.Peak oil) je dogodek, ko proizvodnja nafte doseže največjo količino in potem začne počasi padati. Vrhunec ne pomeni konec nafte ampak samo manjšanje proizvodnje. Kljub temu je zelo pomemben energetski dogodek, ki bo zelo vplival na ceno nafte in svetovno politiko. Nafta je trenutno najpomembnejši energent na svetu. Nekateri znanstveniki predvidevajo, da bo vrhuncu nafte sledilo gospodarsko nazadovanje.
Ameriški znanstvenik M. King Hubbert je pravilno napovedal vrhunec proizvodnje nafte v ZDA, ki se je zgodil leta 1970 - zato se po njem imenuje "Hubbertov vrhunec". Hubbertov vrhunec se lahko uporablja tudi za druge energente kot npr. zemeljski plin in premog.
Od leta 1994 do 2006 je proizvodnja rasla povprečno 1,76% na leto. Od leta 2008 do 2009 je celo padla za 1,8% kljub zmanjšanju cen nafte. Tako je proizvodnja nafte v zadnjih letih bolj ali manj konstantna pri okrog 85 milijonih sodčkov (13610000 m3) na dan. Nekateri trdijo, da se je vrhunec že zgodil, drugi predvidevajo, da bo proizvodnja narasla na 104 milijone sodčkov na dan leta 2030.